# Saigyō monogatari emaki
Le Saigyō monogatari emaki (西行物語絵巻), traduit en « Biographie illustrée du moine Saigyō » ou « Rouleaux enluminés de Saigyō », est un emaki japonais du milieu du XIIIe siècle retraçant la vie du poète Saigyō Hōshi, figure de la poésie waka. L’œuvre, caractéristique du style yamato-e, présente de nombreuses peintures de paysages très esthétiques du Japon, en lien avec les poèmes de Saigyō. Mais le message véhiculé par l’artiste est surtout religieux, indiquant par la figure idéalisée du moine et ses pèlerinages solitaires un moyen d’atteindre la salvation.

## Contexte

### Les emaki
Apparu au Japon entre le VIe siècle et le VIIIe siècle grâce aux échanges avec l’Empire chinois, l’art de l’emaki se diffusa largement auprès de l’aristocratie à l’époque de Heian. Un emaki se compose d’un ou plusieurs longs rouleaux de papier narrant une histoire au moyen de textes et de peintures de style yamato-e. Le lecteur découvre le récit en déroulant progressivement les rouleaux avec une main tout en le ré-enroulant avec l’autre main, de droite à gauche (selon le sens d’écriture du japonais), de sorte que seule une portion de texte ou d’image d’une soixantaine de centimètres est visible. La narration suppose un enchaînement de scènes dont le rythme, la composition et les transitions relèvent entièrement de la sensibilité et de la technique de l’artiste. Les thèmes des récits étaient très variés : illustrations de romans, de chroniques historiques, de textes religieux, de biographies de personnages célèbres, d’anecdotes humoristiques ou fantastiques…
L’époque de Kamakura, qui marque l’avènement au pouvoir de la classe des guerriers (les samouraïs), constitue un « âge d’or » de l’art des emaki par la profusion des commandes et la maturité des artistes. La version originale (XIIIe siècle) du Saigyō monogatari emaki s’inscrit dans ce contexte-là.

### Mise en narration de la vie de Saigyō

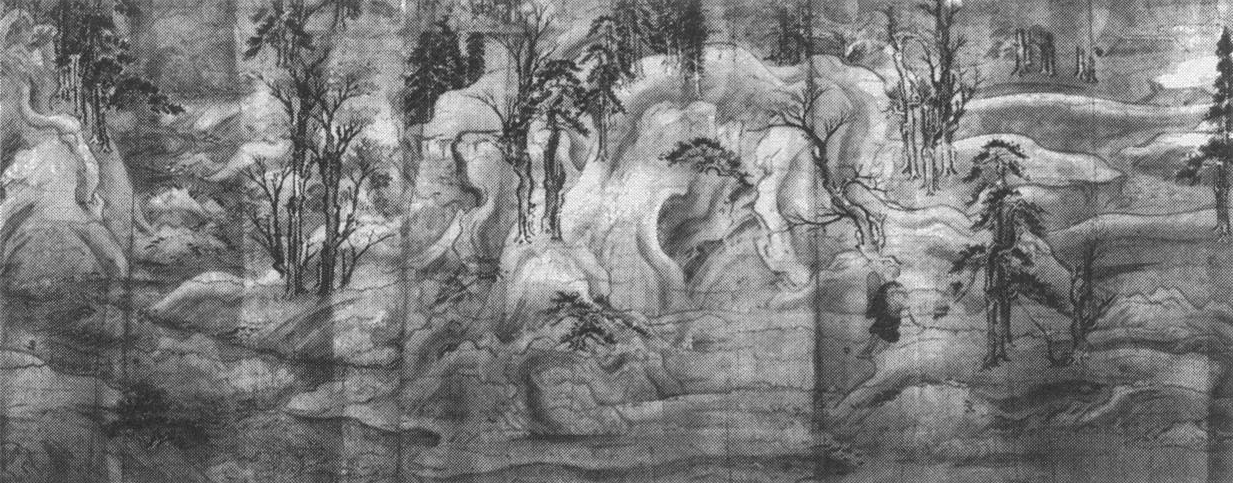
Saigyō en pèlerinage au mont Yoshino ; il compose ici un poème exprimant sa déception qu’un hiver tardif ait retardé la floraison des cerisiers. Rouleau 2, scène 3.

Saigyō Hōshi, né Satō Norikiyo, est un fameux poète waka né en 1118 et mort en 1190. Issu d’une famille de la moyenne noblesse, il devint très tôt moine bouddhiste sous le nom de Saigyō, littéralement « journée de l’ouest », en référence au bouddha Amida et au paradis de l’Ouest. Sa poésie est très réputée, car elle s’inscrit dans les nouveaux courants waka empreints de la proximité avec la nature, la mélancolie et la fugacité des choses. Saigyō était aussi un grand voyageur qui vivait la plupart du temps en ermite sur les routes ou dans les montagnes du Japon. Après sa mort, les récits de sa vie restent populaires, que ce soit au théâtre, dans les romans ou, comme ici, en peinture.
La vie de Saigyō est mise en biographie peu de temps après sa mort, probablement entre 1220 et 1230. De nos jours, un vaste corpus de sources sur la vie du moine subsiste de façon fragmentaire : ces biographies sont désignées sous le terme générique de Saigyō monogatari, qui peuvent se diviser en six grandes catégories. Il ne s’agit pas à proprement parler de biographies rigoureuses, car c’est plutôt l’engagement bouddhique de Saigyō qui est souligné : il représente de façon idéalisée le moine itinérant ayant choisi de renoncer à toutes attaches matérielles de la vie (tonsei, moine reclus). Sa vie faite de pèlerinages, de méditations et de poésie est montrée comme une possible voie salvatrice ; d’ailleurs, le récit suggère fortement que Saigyō atteint l’Éveil (le statut de Bouddha) après sa mort.
À l’époque de Kamakura, le pouvoir est passé aux mains du bakufu militaire ; la vie spirituelle et recluse de Saigyō fait ainsi écho au déclin de l’aristocratie de Heian. L’auteur des peintures semble montrer à travers la figure idéalisée du moine que la salvation peut se trouver dans une vie de renoncement, centrée sur l’esthétisme religieux plus que sur des pratiques monacales traditionnelles (suki no tonseisha, aesthète reclus), idée séduisante pour les nobles d’alors.

## Version originale

### Description

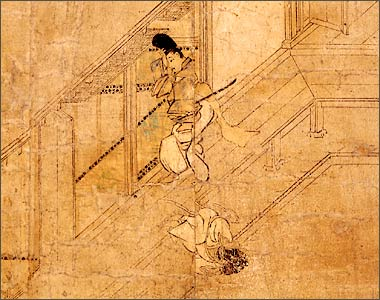
Saigyō, ayant décidé de devenir moine, expulse sa fille de la véranda pour souligner sa détermination à renoncer aux choses de ce monde. Rouleau 1.

La version originale, dite Tsunetaka, date du XIIIe siècle (époque de Kamakura) et se compose de nos jours de deux rouleaux : un entreposé au musée d'art Tokugawa (Nagoya) et un au musée Mannō d’Osaka, qui appartient à la collection Ohara (Okayama),. L’emaki est classé « Bien culturel important ». Le colophon du premier rouleau entreposé au musée Tokugawa désigne comme auteur des peintures Tosa no Tsunetaka (membre de l’edokoro, atelier de peinture de la cour impériale), et Fujiwara no Tameie pour les calligraphies. Des études stylistiques confirment que l’emaki semble avoir été produit par l’edokoro. La date de confection est estimée vers le milieu du XIIIe siècle, sans pouvoir être plus précis, une fourchette large allant de 1222 jusqu’à 1288 suivant les théories.
Le premier rouleau, très parcellaire, narre l’embrassement par Saigyō de la vie monacale bouddhiste. Déterminé, il rompt avec sa famille et sa femme et se fait tondre la tête pour son entrée en religion à Saga. Ce passage s’accompagne de trois poèmes vantant le renoncement,.

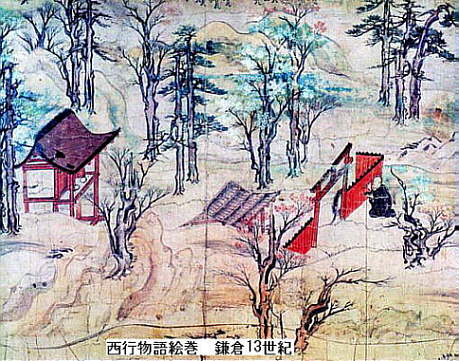
Saigyō honorant un petit sanctuaire shinto sur la route du pèlerinage du Kumano Sanzan. Rouleau 2, scène 4.

Le second rouleau illustre l’intérêt du jeune moine pour la solitude et les pèlerinages ; au début, il compose un poème waka pour le Nouvel An, mais sans cesse dérangé par l’exubérance des petites gens, il décide d’abandonner définitivement la vie en communauté. Ce basculement décisif initie sa nouvelle vie faite de voyage et de solitude dans tout le Japon. Le rouleau témoigne du premier périple de Saigyō autour de la capitale : il visite le mont Yoshino, la région du Kumano Sanzan et enfin le mont Ōmine. Ces trois étapes, hauts lieux de religion et de spiritualité, témoignent bien de la valeur religieuse des voyages de Saigyō : il s’agit de pèlerinages. Arrivant d’abord au mont Yoshino, il est déçu qu’un hiver tardif ait retardé la floraison des cerisiers du Japon et compose un poème mélancolique. Puis il suit le chemin de pèlerinage de Kumano, priant dans un petit sanctuaire shinto où il compose un poème pour la divinité des lieux. Enfin, la troisième étape vers Ōmine prend un aspect plus rigoureux et éreintant, avec ses chemins escarpés.
Il est fort probable que d’autres rouleaux aient existé par le passé ; L. W. Allen suggère qu’un troisième rouleau pourrait avoir porté sur un second long pèlerinage dans l’est du Japon (Kantō), et un quatrième rouleau sur un pèlerinage à Shikoku et la mort de Saigyō.

### Style et composition

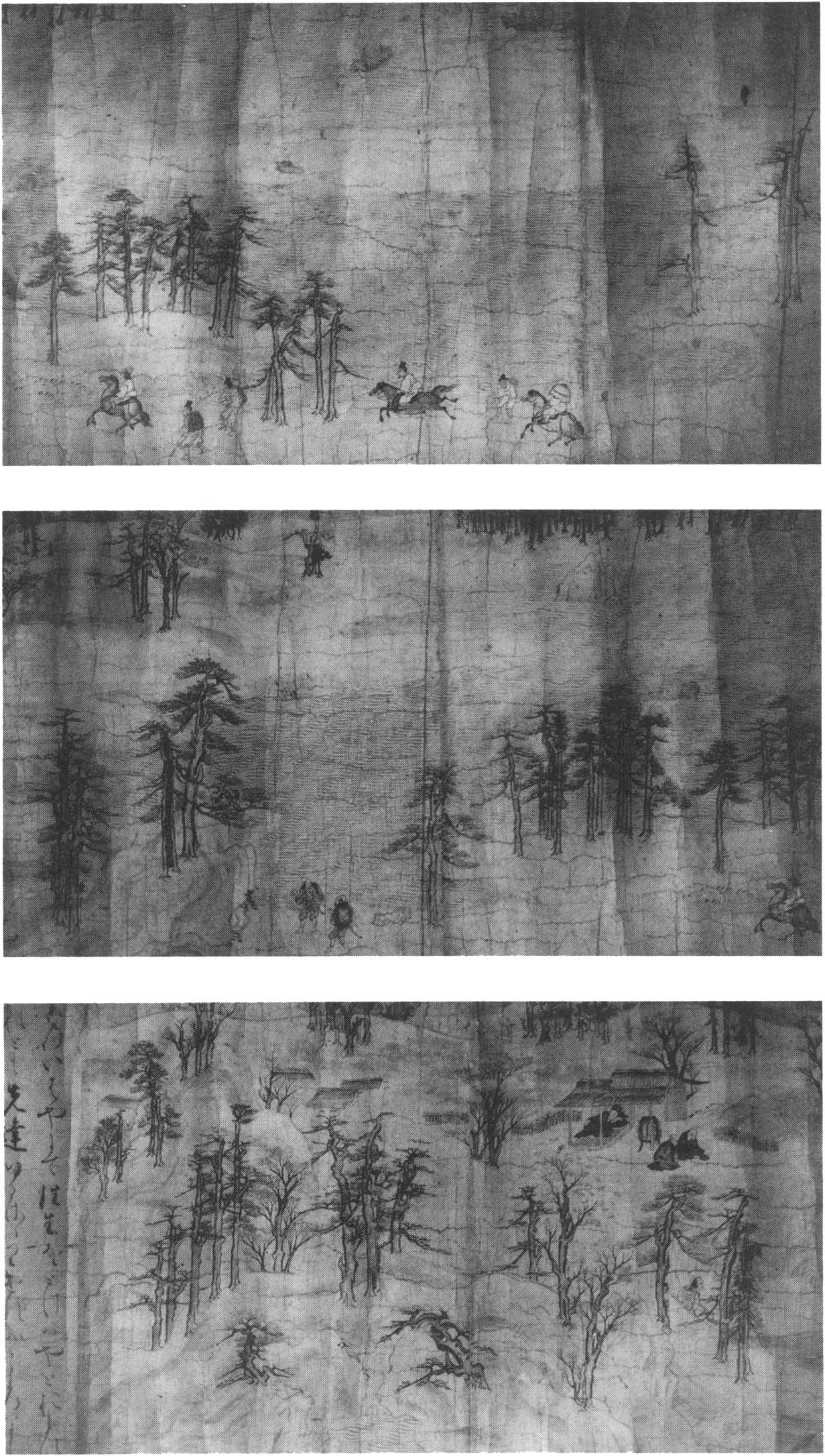
Composition basée sur une longue scène de paysage sans interruption ni limite fixe (ces trois figures sont accolées dans le rouleau). Saigyō apparaît plusieurs fois dans la scène (technique de l’iji-dō-zu). Rouleau 2, scène 6. Copie en noir et blanc.

L’emaki exploite deux thèmes classiques de la peinture japonaise et du style yamato-e : le genre uta-e (peinture de poèmes) et meisho-e (peintures de paysages). En effet, l’œuvre se compose d’une succession de nombreux lieux de l’archipel qui illustre ou s’inspire de poèmes de Saigyō. Les rouleaux sont conçus selon une alternance entre sections de textes (ou de poèmes) et longues peintures de paysages sans bornes fixes. Dans cet emaki, les décors et la nature prennent une importance prépondérante, bien plus que les êtres humains souvent d’assez petite taille. L’atmosphère créée est généralement douce, pleine de charme, avec un point de vue en hauteur qui invite à la contemplation. Toutefois, dans les paysages plus escarpés d’Ōmine, l’artiste préfère employer un trait plus rugueux. Ainsi, l’emaki retranscrit abondamment les paysages de tout l’archipel de façon très fidèle, à la manière de la Biographie illustrée du moine itinérant Ippen ; pour H. Okudaira, « il y a souvent une forte association entre les émotions des hommes et le monde de la nature » dans ce type d’emaki.
L’emaki se caractérise par un trait proche des peintures otoko-e de l’époque de Heian (par exemple le Shigisan engi emaki), avec des couleurs épurées laissant souvent le papier à nu et l’importance confiée à la ligne. Néanmoins, il présente des lignes plus anguleuses caractéristiques des variations du style à l’époque de Kamakura, marqué par plus de réalisme. L’ensemble montre, comme d’autres emaki contemporains tel le Taima mandala engi, une tendance aux compositions plus statiques parmi les peintres professionnels liés à la cour de Kyoto à l’époque de Kamakura. Du fait des longues scènes de paysage, la technique de l’iji-dō-zu (qui consiste à peindre plusieurs fois un même personnage sur une même scène pour suggérer la temporalité) est grandement employée ; Saigyō est ainsi peint à plusieurs reprises marchant ou composant pour représenter la progression du voyage. À d’autres moments, l’artiste préfère se focaliser sur un fait marquant du pèlerinage de Saigyō, comme les prières et la composition d’un poème devant un petit sanctuaire shinto en bord de route.

## Autres versions

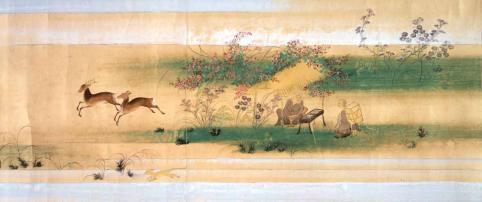
Version de Tawaraya Sōtatsu, 1630.

Deux versions différentes de l’emaki peuvent être répertoriées, bien que l’influence de l’œuvre originale reste tangible :
- version de la famille Hisamatsu (environ époque de Muromachi, avant 1496, peinture monochrome (habukyō)). Il n’en reste que quatre rouleaux, mais plusieurs ont dû être perdus depuis[3] ;
- version Uneme-bon (1500 de Kaida Uneme no Suke et Minamoto no Sukeyasu), dont il ne reste que des fragments d’une copie de l’époque d’Edo[3]. L’aspect prosélytique y est très fort, mais l’œuvre assez peu originale est considérée comme secondaire[16].

En sus de ces deux versions existent diverses copies des rouleaux, parfois réalisées par des artistes réputés. Tawaraya Sōtatsu, avec le concours de Karasumaru Mitsuhiro pour les calligraphies, a notamment reproduit l’emaki (version Uneme-bon) en 1630 dans le style de l’école Rimpa ; l’œuvre en quatre rouleaux, classée « Bien culturel important » et appartenant de nos jours à la collection Morikawa, a été commanditée par le daimyo d’Izu. Il s’agit d’ailleurs du seul emaki restant de ce célèbre artiste, qu’Ogata Kōrin a de plus étudié et reproduit ultérieurement. Le British Museum détient également une copie de l’original datant du XVIIIe ou XIXe siècle, dans laquelle quelques scènes inédites permettent d’enrichir la compréhension de l’œuvre originale.

## Historiographie et études littéraires

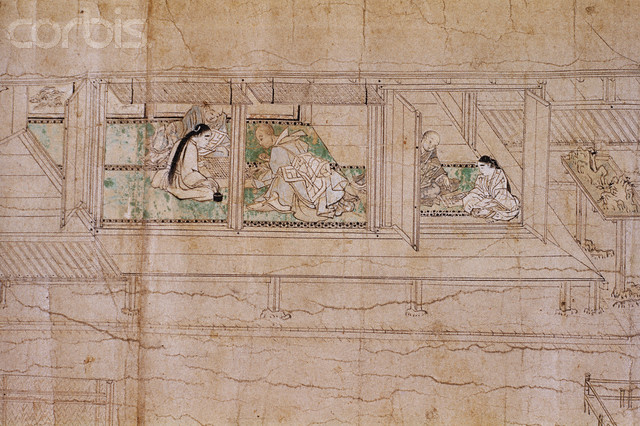
Moines recevant des visiteurs et jouant au go. Rouleau 2, scène 2.

Si les spécialistes s’accordent sur la forte valeur bouddhique véhiculée par les diverses versions du Saigyō monogatari, ils sont divisés quant à la forme originale du récit,,. Une première hypothèse suggère qu’il s’agit très probablement d’un emaki, d’une part car ce support est récurrent pour les contes et biographies à l’époque de Kamakura, d’autre part car l’aspect pictural semble grandement lié au monogatari dans les sources d’époques. G. Heldt explique que ce premier emaki pourrait même être la version originale Tsunetaka (XIIIe), situant donc sa date de confection dans la première moitié du XIIIe siècle, mais d’autres auteurs comme K. Chino ou M. McKinney soulignent qu’il est impossible de le démontrer, surtout en raison de l’état fragmentaire de l’œuvre. Plusieurs études approfondies penchent plutôt pour l’existence d’un texte un peu plus ancien et perdu dont l’emaki découlerait,. Quoi qu’il en soit, le Saigyō monogatari emaki semble avoir été très populaire à l’époque ; dame Nijō le mentionne par exemple dans son journal intime (intitulé Towazugatari) en des termes élogieux. De plus, l’étude de ses textes calligraphiés sert à la reconstruction de la biographie complète, s’agissant quoi qu’il en soit d’un des plus vieux textes conservés de nos jours sur le sujet.

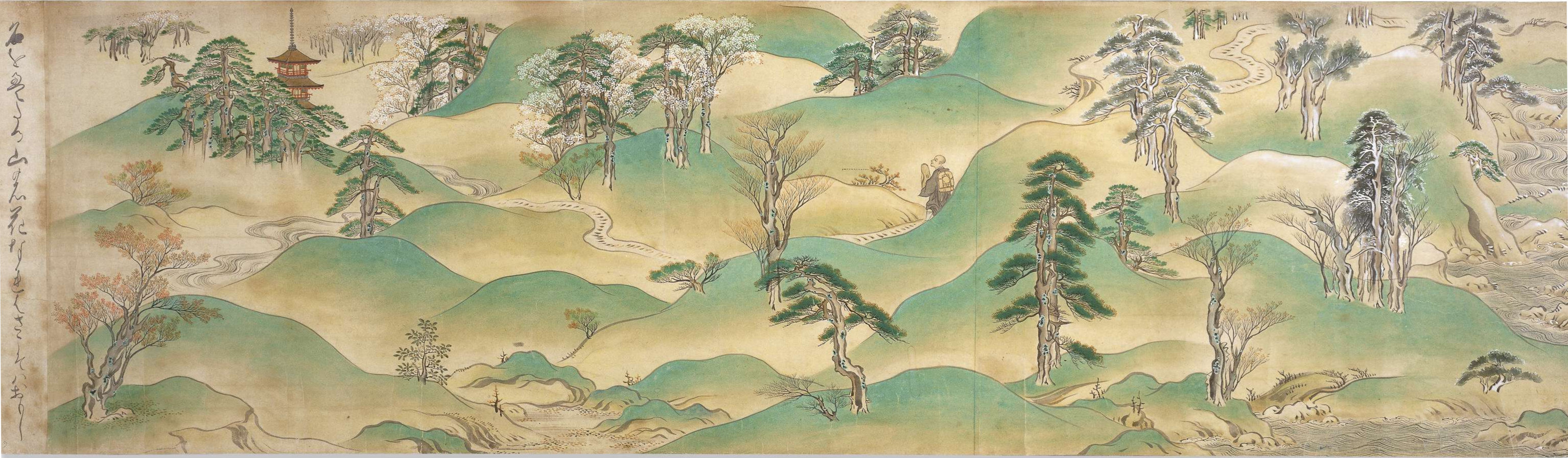
Pèlerinage de Saigyō au mont Yoshino. Copie de l’époque d’Edo.

La poésie occupe un rôle majeur dans la vie de Saigyō, poète immortel, malgré son renoncement aux choses de ce monde. La place de la poésie dans le bouddhisme japonais reste soumise à hypothèses malgré les diverses études dont elle a fait l’objet ; ici, les artistes semblent montrer que les deux activités, moine et poète, étaient pleinement compatibles, toutes deux étant un moyen possible de salvation (renoncement et pratique esthétique de la religion),. Cet aspect peut se ressentir par exemple dans la scène où Saigyō compose un poème pour un petit sanctuaire sur la route du pèlerinage de Kumano : d’après L. W. Allen, en y prenant garde, il convient d’y voir une sorte de prière. M. McKinney souligne quant à elle que la conciliation entre impermanence (mujō) et esthétique reste un des thèmes essentiels des diverses versions de la biographie.
Outre les nombreuses copies (notamment celles de Sōtatsu), l’emaki a influencé d’autres œuvres ultérieures, dont le Taiheikei emaki et le Bashō ō ekotoba-den. De nos jours, les rouleaux ont été reproduits et publiés dans trois collections consacrées à l’art : Nihon emakimono zenshū (vol. 11, 1958), Nihon emaki taisei (vol. 26, 1979) et Nihon no emaki (vol. 19, 1989).